# Iker Camaño
Iker Camaño Ortuzar (født 14. marts 1979) er en spansk tidligere professionel cykelrytter.